# التطليق للعيب في القانون المصري
التطليق للعيب في القانون المصري تطلبه الزوجة المصرية المسلمة من القضاء إذا كان بزوجها عيب مستحكم، سواء بدني أو عقلي، لا يمكن الشفاء منه، أو يحتاج وقت زمني طويل للشفاء منه، ويُمكن أن يُصيب الزوجة بضرر لو بقيت مع زوجها. والتطليق في هذه الحالة يكون طلاقاً بائناً بينونة صغرى.

## أساسه الفقهي
أجمع الفقهاء الأربعة على صحة التفريق بين الزوجين للعيوب، لكن ذهب الأحناف إلى أن التفريق للعيب حقاً للمرأة وحدها إذا ما وجدت عيوباً في الرجل؛ وهي: الجبّ والعنّة والخصاء، وذلك بشرط ألا يكون الزوج قد وصل للزوجة ولو لمرة واحدة في العمر، وألا تكون الزوجة عالمة بالعيب وقت الزواج، وألا ترضى بالعيب بعد علمها به، وألا يكون بالزوجة عيب مانع من الاتصال الجنسي. بينما ذهب المالكية والشافعية والحنابلة إلى أن التفريق للعيب حق ممنوح لكلا الزوجين لو توافرت عيوب خاصة، لكنهم اختلفوا فيما بينهم حول عدد تلك العيوب.

## أساسه القانوني
نظّمت المواد 9 و10 و11 من القانون رقم 25 لسنة 1920، أحكام التطليق للعيب على النحو التالي:
1. مادة 9: «للزوجة أن تطلب التفريق بينها وبين زوجها، إذا وجدت عيباً مستحكماً لا يمكن البرء منه، أو يمكن بعد زمن طويل، ولا يمكنها المقام معه إلا بضرر؛ كالجنون والجذام والبرص، سواء كان ذلك العيب بالزوج قبل العقد ولم تعلم به أم حدث بعد العقد ولم ترض به، فإن تزوجته عالمة بالعيب أو حدث العيب بعد العقد ورضيت به صراحةً أو دلالةً بعد علمها فلا يجوز التفريق».[2][6]
2. مادة 10: «الفُرقة بالعيب طلاق بائن».[1][2]
3. مادة 11: «يُستعان بأهل الخبرة في العيوب التي يُطلب فسخ الزواج من أجلها».[1][2]

ويستفاد من ذلك أن نصوص القانون عالجت فقط العيوب غير التناسلية والمنفّرة، أما العيوب التناسلية فإن القضاء يتعامل معها بالمذهب الحنفي الذي ذكر ثلاثة عيوب بالزوج تتيح لزوجته طلب التفريق منه؛ وهي: العنّة والجبّ والخصاء. أما العيوب غير التناسلية (كالجنون والبرص والجذام)؛ فإنها تعطي للزوجة حق طلب التفريق بالشروط التالية:
1. أن يكون العيب مستحكماً لا يمكن الشفاء منه، أو يمكن الشفاء لكن بعد فترة طويلة.
2. ألا يمكن البقاء من الزوج إلا بضرر، سواء كان الضرر للزوجة وحدها أم كان يشمل الأبناء كذلك، وتلك مسألة يحددها أهل الخبرة من الأطباء.
3. ألا تكون الزوجة عالمة بالعيب وقت إبرام عقد زواجها، وإلا فلا يكون من حقها طلب التطليق.
4. ألا تكون قد رضيت بالعيب بعد أن علمته بعد الزواج، سواء كان الرضاء صراحةً أو ضمناً.